# Rhyacophila scissa
Rhyacophila scissa is een schietmot uit de familie Rhyacophilidae. De soort komt voor in het Oriëntaals gebied.